# Štěpán Lucký
Štěpán Lucký (* 20. Januar 1919 in Žilina, Tschechoslowakei; † 5. Mai 2006 in Prag) war ein tschechoslowakischer Komponist und Musikwissenschaftler.

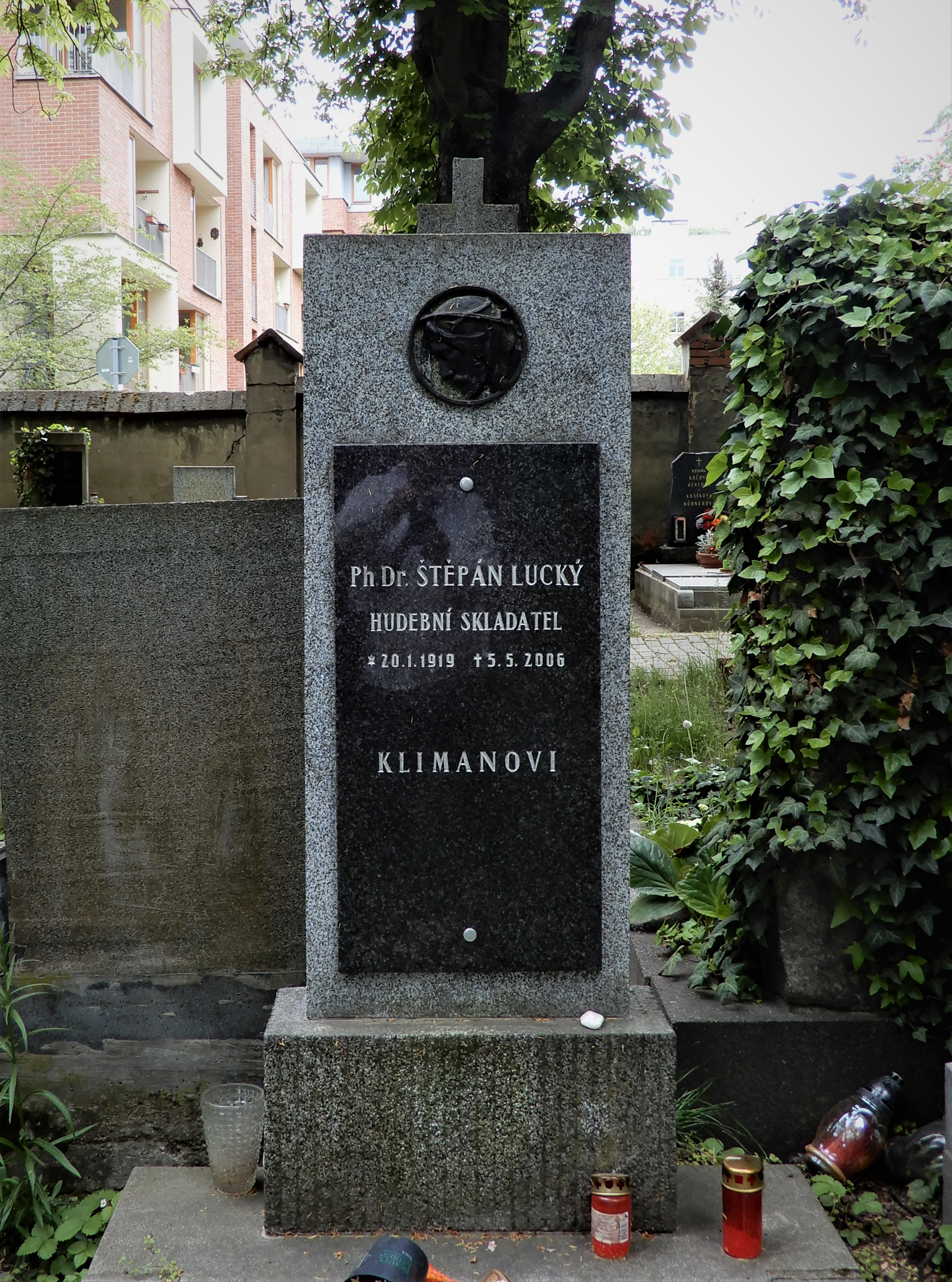
Grab von Štěpán Lucký auf dem Friedhof in Prag – Střešovice

## Leben
Geboren in eine jüdische Weinhändler-Familie im nordwestslowakischen Žilina, absolvierte Štěpán Lucký dort die Realschule mit dem Abitur, ehe er ab 1936 Klavier bei Albín Šíma und Komposition bei Otakar Šín am Prager Konservatorium studierte. Während des Zweiten Weltkriegs beteiligte er sich am Widerstand gegen das nationalsozialistische Besatzungsregime. Er wurde verhaftet und in Gefängnissen und Konzentrationslagern in Budapest, Ilava, Auschwitz und Buchenwald interniert. Eine dort erlittene schwere Verletzung der rechten Hand verhinderte später seine angestrebte Pianistenlaufbahn.
Nach der Befreiung vervollständigte er sein Musikstudium in der Meisterklasse von Jaroslav Řídký und in der Klasse für Vierteltonmusik bei Alois Hába am Konservatorium. Darüber hinaus studierte er 1945–1948 Musikwissenschaft an der Prager Karls-Universität. Zu dieser Zeit war er bereits Musikkritiker für mehrere Zeitschriften. 1954 wurde er Leiter der Musikabteilung des Tschechoslowakischen Fernsehens. An der Akademie der musischen Künste in Prag (AMU) hielt er Vorlesungen über Opernregie im Fernsehen. Einem über den Konzertsaal hinaus breiteren Publikum wurde Lucký vor allem als Komponist von Musik für Film und Fernsehen bekannt. Zu seinen wichtigsten musikwissenschaftlichen Arbeiten gehört eine gemeinsam mit Vladimír Bor verfasste Monographie über den Komponisten Václav Trojan. Eine große Zahl von Luckýs Werken wurde aufgenommen und bis in die 1990er-Jahre auf Schallplatte veröffentlicht; Wieder- oder Neuveröffentlichungen auf CD erfolgten bisher nur vereinzelt.

## Werke (Auswahl)

### Oper
- Půlnoční překvapení (Mitternachtsüberraschung). Oper in einem Akt, Libretto: Jarmila Loukotková (1959)

### Vokalsinfonik
- Veliká léta (Die großen Jahre). Kantate (1952)

### Orchesterwerke
- Sinfonischer Prolog für Orchester (1939)
- Mors Imperator. Sinfonische Dichtung für Orchester (1941; während der Besatzung verlorengegangen)
- Divertimento für drei Posaunen und Streichorchester (1946)
- Orlická suita für Streichorchester (1950)
- Konzert für Orchester (1976)

### Instrumentalkonzerte
- Konzert für Violoncello und Orchester (1946, rev. 1972)[4]
- Konzert für Klavier und Orchester (1947)
- Konzert für Violine und Orchester (1965)
- Concerto doppio für Violine, Klavier und Orchester (1971)
- Nänie für Violine, Violoncello und Orchester (1974)
- Concertino a Due Boemi für Bassklarinette, Klavier und Streichorchester (1979)
- Konzertante Fantasie für Bassklarinette und Streichorchester (1983)

### Duos und Kammermusik
- 1. Bläserquintett (1946)
- Elegie für Englischhorn und Klavier (1965)
- Duo concertante für Violoncello und Gitarre (1972)
- Divertimento für Bläserquintett (1974)
- Introduktion und Capriccio für Fagott und Klavier (1965)
- Invention für Sonatoren für Flöte, Bassklarinette, Klavier und Schlaginstrumente (1977)
- Musica collegialis für zwei Oboen, zwei Klarinetten, zwei Hörner, zwei Fagotte, Trompete und Kontrabass (1980)
- 2. Bläserquintett (1982)
- Streichquartett (1984)
- Sonatine für zwei Gitarren (1986)

### Soloinstrument
- Sonatine für Klavier (1945)
- Drei Etüden für Vierteltonklavier (1946)
- Sonate für Violine (1969)
- Prélude und Scherzino für Klarinette (1975)
- Ballade für Violoncello (1976)
- Rhapsodie für Orgel (1981)

Weiters Musik zu mehr als 50 Filmen, Lieder, Kinderchöre u. a.